# Ann-Mari Max Hansen
Ann-Mari Max Hansen (* 14. Januar 1949 in Dänemark) ist eine dänische Theater- und Filmschauspielerin.

## Leben
Sie hat eigentlich keine theatralische Ausbildung oder richtige Schauspielausbildung erfahren, spielte aber dennoch in vielen erfolgreichen Theaterstücken und Filmen, Fernsehserien, und  Revuen mit.
Sie spielte als Theaterschauspielerin an mehreren bekannten dänischen Theatern und Cirkusrevyen (Zirkusrevuen) verschiedene Hauptrollen, so am Gladsaxe Theater in Buddinge, am Helsingør Revyen (Helsingør-Revuetheater), sowie im Svalegangen-Theater in Aarhus, Boldhus Teatret (Boldus-Theater), Fiolteatret (Fioltheater) und am Det Ny Teater (Neuen Theater) in Kopenhagen.
Im  dänischen Fernsehen wurde sie 1979 erstmals bekannt, durch ihren Auftritt in der Fernsehserie Smuglerne (Schmuggler). 1983 erhielt sie als Auszeichnung das Tagea Brandts Rejselegat-Stipendium verbunden mit einer Geldprämie, als Ehrengabe für Frauen mit außergewöhnlichen Leistungen im Bereich von Kunst und Wissenschaft.
2000 absolvierte sie eine Ausbildung zur Gestalttherapeutin und arbeitete fortan als Coach für Wirtschaftsunternehmen. „Die Wirklichkeit ist das fantastischste Abenteuer, und ich hatte nicht länger Lust, auf der Bühne zu stehen und eine Andere zu spielen“, wurde sie 2009 von der Boulevardzeitung Billed-Bladet zitiert.

## Familie
Sie ist die Tochter von Max Hansen (Senior), dem in Deutschland aufgewachsenen deutschsprachigen Kabarettisten, Filmschauspieler und Sänger, und die Schwester des dänischen Schauspielers Max Hansen junior.

## Filmografie
- 1969: Den gale dansker
- 1970: Smuglerne
- 1970: Løgneren
- 1972: Die Brüder Malm
- 1973: Mig og Mafiaen
- 1974–1975: Oh, diese Mieter (Huset på Christianshavn, Fernsehserie)
- 1975: Det gode og det onde
- 1976: Hjerter er trumf
- 1977: Nyt legetøj
- 1977: Hærværk
- 1978: Winterkinder (Vinterbørn)
- 1980: Der Augenblick (Øjeblikket)
- 1982: Den ubetænksomme elsker
- 1985: Elise
- 1889: Kærlighed uden stop
- 1996: Tivoli Show ‘96
- 2000: Anna
- 2001: Unit One – Die Spezialisten (Fernsehserie)
- 2004: Skjulte spor
- 2003: Den 6. sans (Fernsehserie)
- 2004: War’n Sie schon mal in mich verliebt?
- 2014: Trekanter af lykke